# 多娜塔·卡拉利埃内
多娜塔·卡拉利埃内（1989年6月11日—），娘家姓维什塔尔泰特（Vištartaitė），生于陶拉盖县希拉莱区古布里艾，是一名立陶宛女子赛艇运动员，主攻双桨项目。她在开始练习赛艇前曾主攻田径中跑项目，后来她的田径教练不得不结束教练工作。这时她被一位赛艇教练看中，便开始转攻赛艇。2016年，她联同队友米尔达·瓦尔丘凯特获得里约奥运女子双人双桨项目的铜牌，这是立陶宛2000年悉尼奥运以来的首枚女子赛艇奖牌。里约奥运后，她和同为赛艇选手的Jonas Karalius结婚，她也于2017年一度退役，暂时隐退的三年间她生下一对双胞胎男孩，2020年，她决定重回赛场，以参加2021年7月开幕的东京奥运作为目标。